# 保罗·马蒂克
保罗·马蒂克（德語：Paul Mattick；1904年3月13日—1981年2月7日）是德国共产主义革命家和理论家。他是左翼共产主义和委员会共产主义代表人物之一。早年参与德国十一月革命，被选为企业工人委员会学徒代表。后去美国继续研究马克思主义。
马蒂克一生致力于批判列宁、列宁主义和布尔什维克方式的革命及其组织形式，特别是反对无产阶级先锋队理论。他认为列宁及其追随者建立的苏联和其他社会主义阵营的国家都属于国家资本主义而不是共产主义。

## 生平
马蒂克1904年生于波美拉尼亞，成长于柏林，早年在西门子当学徒。一战后德国暴发十一月革命，他当选企业内的工人委员会，代表学徒。革命期间多次被捕，甚至生命被威胁，马蒂克思想日趋激进。德国共产党分裂后的1920年，他加入比德共更左的德国共产主义工人党。同年他也参与平定右翼卡普暴动，在此过程中他的好友被射击致残疾。
1921年马蒂克去科隆工作，继续从事工人运动并再次被捕过。1926年，马蒂克长期失业，且德国革命热潮低落，离开德国前往美国，但仍与德国的组织有通信。在美国，他开始对马克思主义更系统地研究，特别是对资本主义经济危机理论感兴趣。马蒂克曾加入美国的一些小型共产主义团体和世界产业工人工会。马蒂克居住在芝加哥期间在工厂工作，在失业后参与了激进的失业者运动。他和法兰克福学派的前身机构也有来往。
第二次世界大战后美国出现又一次大的反共浪潮麦卡锡主义，左翼受很大打击，因此马蒂克去佛蒙特州农村，较少参加政治活动。这期间他撰写了一部批判约翰·梅纳德·凯恩斯的经济著作。另一本马蒂克同期主要的著作是对赫伯特·马尔库塞《單向度的人》的批判。 
马蒂克晚年看到了自己的著作被翻译成多种语言出版，曾去丹麦和墨西哥讲学。1978年，他多年写的各种文章被收录于合集《反布尔什维克的共产主义》。马蒂克于1981年在美国剑桥逝世。他最后一本著作《马克思主义：资产阶级最后的避难所？》未完成，由他儿子小保罗·马蒂克编辑出版。

## 思想理论
作为委员会共产主义者，马蒂克认为唯一可行的革命是工人阶级自发的，没有任何共产党先锋队等领导的，直接夺权接管生产的革命，且在革命进程中工人建立工人委员会代替国家政权，消灭阶级、雇佣和资本主义生产方式。

## 家庭
马蒂克的儿子小保罗·马蒂克也是一名马克思主义理论家。小保罗·马蒂克著作《资本主义的冬天：经济危机和资本主义的失败》被翻译成中文，2019年由石油工业出版社在中国大陆出版。

## 批評
一些馬克思主義者對保罗·马蒂克所持有的一些觀點作出了抨擊，他們聲稱保罗·马蒂克過於重視委員會的用處，而且過份悲觀，對布爾什維克革命所帶來的正面影響視而不見，又無視當時革命者所面臨的困境，並且把很多問題都歸咎於不純正的意識型態，是唯心主義的表現。